# HCFC1R1
HCFC1R1 (англ. Host cell factor C1 regulator 1) – білок, який кодується однойменним геном, розташованим у людей на 16-й хромосомі. Довжина поліпептидного ланцюга білка становить 138 амінокислот, а молекулярна маса — 15 291.
| 10         |  | 20         |  | 30         |  | 40         |  | 50         |
| ---------- |  | ---------- |  | ---------- |  | ---------- |  | ---------- |
| MILQQPLQRG |  | PQGGAQRLPR |  | AALGVTWGLD |  | ASSPLRGAVP |  | MSTKRRLEEE |
| QEPLRKQFLS |  | EENMATHFSQ |  | LSLHNDHPYC |  | SPPMTFSPAL |  | PPLRSPCSEL |
| LLWRYPGSLI |  | PEALRLLRLG |  | DTPSPPYPAT |  | PAGDIMEL   |  |            |

A: Аланін

C: Цистеїн

D: Аспарагінова кислота

E: Глутамінова кислота

F: Фенілаланін

G: Гліцин

H: Гістидин

I: Ізолейцин

K: Лізин

L: Лейцин

M: Метіонін

N: Аспарагін

P: Пролін

Q: Глутамін

R: Аргінін

S: Серин

T: Треонін

V: Валін

W: Триптофан

Задіяний у такому біологічному процесі, як альтернативний сплайсинг. 
Локалізований у цитоплазмі, ядрі.